# Канский, Василий Антонович
Василий (Вильгельм) Антонович Канский (16 [28] ноября 1849 года, Моравская марка, Австрийская империя — после 1921, Ростов-на-Дону) — российский учёный и государственный чиновник чешского происхождения, действительный статский советник, лингвист, филолог и переводчик, педагог; директор Вологодской губернской мужской гимназии, инспектор по делам печати в Ростове на Дону, военный цензор.

## Биография
Успешно окончил Карлов университет в городе Праге после чего, движимый идеей панславизма приехал в Российскую империю и в 1875 году принял русское подданство.
11 ноября 1875 года поступил на государственную службу. Занимал должность директора Вологодской губернской мужской гимназии и состоял членом Вологодского уездного комитета о народной трезвости. Помимо этого он был председателем правления общества вспомоществования нуждающимся ученикам Вологодской гимназии и членом правления общества вспомоществования нуждающимся ученицам Вологодской Мариинской женской гимназии. Около 1888—1889 годов служил преподавателем Седьмой гимназии в Санкт-Петербурге.
28 июня 1907 года Василий Антонович был причислен к Министерству внутренних дел и откомандирован в Главное управление по делам печати Российской империи. 17 июля того же года был направлен в Ростов-на-Дону исполняющим обязанности инспектора по делам печати, а 1 января 1908 года ему был пожалован чин действительного статского советника с утверждением в должности. В апреле 1917 года, в связи с ликвидацией ведомства, Василий Антонович Канский был освобождён от занимаемой должности.
В годы гражданской войны 1917—1922 гг. Канский работал учителем в Ростове-на-Дону и вскоре умер.
За время службы В. А. Канский был удостоен орденов Святого Владимира 4-й степени (1903), Святой Анны 2-й степени (1900) и Святого Станислава 2-й степени (1894).
Будучи членом «Общества классической филологии и педагогики», участвовал в переводе и редактировании «Реального словаря классических древностей» Фридриха Любкера.

## Избранные труды
- Канский, Василий Антонович. Сборник общеупотребительных греческих слов :  [греч.] / Для рус. гимназий обраб. В. Канский, преп. Спб. 7 гимназии. — СПб. : тип. А.С. Суворина, 1888. — Т. 1 ; 1889. — Т. 2.